# 須田匡昇
須田 匡昇（すだ まさのり、1973年7月24日 - ）は、日本の男性総合格闘家。兵庫県洲本市出身。国際武道大学出身。元修斗世界ミドル級王者。

## 来歴
1998年3月28日、フランスで開催されたGolden Trophy 1998でオヘリアン・デュアルテと対戦し、跳びつき腕ひしぎ十字固めで一本勝ち。Golden Trophyに初めて出場した日本人となった。
1998年8月29日、修斗ライトヘビー級（-83kg）タイトルマッチで王者エリック・パーソンに挑戦し、マウントパンチでTKO負けを喫し王座獲得に失敗した。
2000年4月2日、修斗で佐々木有生と対戦し、判定勝ち。
2002年1月12日、修斗ライトヘビー級王座決定戦でランス・ギブソンと対戦し、3-0の判定勝ちを収め王座獲得に成功した。
2002年12月8日、DEEP初出場となったDEEP2001 7th IMPACTで長南亮と対戦し、2-1の判定勝ちを収めた。
2003年5月10日、ハワイで開催されたSuperBrawlで行われた修斗世界ライトヘビー級・SuperBrawlミドル級王座統一戦でイーゲン井上と対戦し、パウンドでTKO勝ちを収め王座統一と初防衛に成功した。
2003年9月15日、DEEPミドル級（-82kg）タイトルマッチで王者上山龍紀に挑戦し、1-0の判定ドローで王座獲得に失敗した。
2004年7月9日、ハワイで行われた修斗世界ライトヘビー級タイトルマッチで挑戦者のダスティン・デニスと対戦し、1-0の判定ドローで2度目の防衛に成功した。
2005年4月9日、ハワイで行われたSuperBrawlミドル級タイトルマッチで挑戦者のファラニコ・ヴァイタレと対戦し、1R左ストレートでKO負けを喫し王座陥落した。
2005年9月25日、PRIDE初出場となったPRIDE 武士道 -其の九-のウェルター級（-83kg）トーナメント1回戦でムリーロ・ブスタマンチと対戦し、腕ひしぎ十字固めで一本負けを喫した。
2006年2月17日、修斗代々木大会で引退式が行われ、修斗世界ライトヘビー級王座とライセンスを返上した。2006年2月26日付けで引退。
2006年7月8日、Move On Kings!でSUDAのリングネームで瓜田幸造とエキシビションマッチを行った。

## 戦績
| 総合格闘技 戦績 | 総合格闘技 戦績 | 総合格闘技 戦績 | 総合格闘技 戦績 | 総合格闘技 戦績 | 総合格闘技 戦績 | 総合格闘技 戦績 |
| --------------- | --------------- | --------------- | --------------- | --------------- | --------------- | --------------- |
| 36 試合         | (T)KO           | 一本            | 判定            | その他          | 引き分け        | 無効試合        |
| 22 勝           | 2               | 14              | 6               | 0               | 3               | 0               |
| 11 敗           | 3               | 5               | 3               | 0               | 3               | 0               |

| 勝敗 | 対戦相手                         | 試合結果                         | 大会名                                                                     | 開催年月日     |
| ×    | ムリーロ・ブスタマンチ           | 1R 3:20 腕ひしぎ十字固め         | PRIDE 武士道 -其の九- 【ウェルター級トーナメント 1回戦】                   | 2005年9月25日  |
| ×    | ファラニコ・ヴァイタレ           | 1R 4:07 KO（左ストレート）       | SuperBrawl 39: Destiny 【SuperBrawlミドル級タイトルマッチ】                | 2005年4月29日  |
| ○    | ブライアン・エバーソール         | 3R 2:59 スリーパーホールド       | 修斗                                                                       | 2005年1月29日  |
| △    | ダスティン・デニス               | 5分3R終了 判定1-0                | Shooto Hawaii: Soljah Fight Night 【修斗世界ライトヘビー級タイトルマッチ】 | 2004年7月9日   |
| ○    | シャノン・"ザ・キャノン"・リッチ | 1R 1:02 三角絞め                 | SuperBrawl 32 【SuperBrawlミドル級タイトルマッチ】                         | 2003年12月5日  |
| △    | 上山龍紀                         | 5分3R終了 判定1-0                | DEEP 12th IMPACT in OHTAKU 【DEEPミドル級タイトルマッチ】                  | 2003年9月15日  |
| ○    | イーゲン井上                     | 1R 0:27 TKO（右フック→パウンド） | SuperBrawl 29 【修斗世界ライトヘビー級・SuperBrawlミドル級王座統一戦】     | 2003年5月9日   |
| ○    | 長南亮                           | 5分3R終了 判定2-1                | DEEP2001 7th IMPACT in DIFFER ARIAKE                                       | 2002年12月8日  |
| ○    | ロナルド・ジューン               | 5分3R終了 判定2-0                | 修斗 TREASURE HUNT 07                                                      | 2002年6月29日  |
| ○    | ランス・ギブソン                 | 5分3R終了 判定3-0                | 修斗 【修斗ライトヘビー級王座決定戦】                                      | 2002年1月12日  |
| △    | ラリー・パパドポロス             | 5分3R終了 判定1-0                | 修斗 SHOOTO TO THE TOP in OSAKA                                            | 2001年8月26日  |
| ×    | パトリック・フォーティー         | 5分1R終了 判定                   | Golden Trophy 2001                                                         | 2001年3月1日   |
| ×    | 郷野聡寛                         | 5分3R終了 判定0-3                | 修斗 R.E.A.D. 〜2000 SHOOTO〜                                              | 2000年11月12日 |
| ×    | ランス・ギブソン                 | 5分3R終了 判定0-2                | 修斗 R.E.A.D. 〜2000 SHOOTO〜                                              | 2000年7月16日  |
| ○    | 佐々木有生                       | 5分3R終了 判定3-0                | 修斗 R.E.A.D. 〜2000 SHOOTO〜                                              | 2000年4月2日   |
| ○    | マルタイン・デ・ヨング           | 2R 4:44 TKO（マウントパンチ）    | 修斗 the Renaxis 1999 in Osaka                                             | 1999年10月29日 |
| ×    | ブランドン・リー・ヒンクル       | 1R 5:26 TKO（蹴り上げ）          | VALE TUDO JAPAN '98                                                        | 1998年10月25日 |
| ×    | エリック・パーソン               | 3R 4:48 TKO（マウントパンチ）    | 修斗 Las Grandes Viajes 5 【修斗ライトヘビー級タイトルマッチ】             | 1998年8月29日  |
| ○    | オヘリアン・デュアルテ           | 2R 跳びつき腕ひしぎ十字固め      | Golden Trophy 1998                                                         | 1998年3月28日  |
| ○    | 川口健次                         | 3R 1:08 腕ひしぎ十字固め         | 修斗 Las Grandes Viajes 2                                                  | 1998年3月1日   |
| ○    | レイ・クーパー                   | 1R 1:55 腕ひしぎ十字固め         | 修斗 Las Grandes Viajes                                                    | 1998年1月17日  |
| ○    | 林俊介                           | 1R 1:51 ヒールホールド           | ザ・トーナメント・オブ・J '97 【中量級 決勝】                              | 1997年12月20日 |
| ○    | 竹内出                           | 1R 1:53 アンクルホールド         | ザ・トーナメント・オブ・J '97 【中量級 準決勝】                            | 1997年12月20日 |
| ○    | 鈴木光浩                         | 3分2R終了 判定3-0                | ザ・トーナメント・オブ・J '97 【中量級 1回戦】                             | 1997年12月20日 |
| ○    | 草柳和宏                         | 5分3R終了 判定3-0                | 修斗 III Reconquista                                                       | 1997年8月27日  |
| ×    | 菊田早苗                         | 1R 3:59 腕ひしぎ十字固め         | ザ・トーナメント・オブ・J '97 【重量級 決勝】                              | 1997年7月27日  |
| ○    | 辻嘉一                           | 1R 0:21 ヒールホールド           | ザ・トーナメント・オブ・J '97 【重量級 準決勝】                            | 1997年7月27日  |
| ○    | 桜井隆多                         | 1R 4:25 腕ひしぎ十字固め         | ザ・トーナメント・オブ・J '97 【重量級 1回戦】                             | 1997年7月27日  |
| ×    | 藤原正人                         | 1R 2:15 腕ひしぎ三角固め         | 修斗                                                                       | 1996年10月4日  |
| ×    | 郷野聡寛                         | 4R 0:33 スリーパーホールド       | フリーファイト川崎                                                         | 1996年7月28日  |
| ×    | 菊田早苗                         | 1R 1:15 ヒールホールド           | ザ・トーナメント・オブ・J '96 【決勝】                                     | 1996年3月30日  |
| ○    | 村上一成                         | 2R 1:46 腕ひしぎ十字固め         | ザ・トーナメント・オブ・J '96 【準決勝】                                   | 1996年3月30日  |
| ○    | 立石祐三                         | 1R 1:51 腕ひしぎ十字固め         | ザ・トーナメント・オブ・J '96 【2回戦】                                    | 1996年3月30日  |
| ○    | 大塚裕一                         | 1R 1:20 腕ひしぎ十字固め         | ザ・トーナメント・オブ・J '96 【1回戦】                                    | 1996年3月30日  |
| ○    | 大杉勇                           | 2R 2:57 腕ひしぎ十字固め         | 修斗                                                                       | 1996年3月5日   |
| ○    | 芳賀元太                         | 1R 1:02 腕ひしぎ十字固め         | 修斗                                                                       | 1996年1月20日  |

## 獲得タイトル
- 第20回全日本サンボ選手権 82kg級 優勝（1994年）
- ザ・トーナメント・オブ・J '97 中量級 優勝（1997年）
- 第3代修斗世界ライトヘビー級王座（2002年）
- 第2代SuperBrawlミドル級王座（2003年）